# Nina van Koppen
Nina van Koppen (28 juli 1989) is een Nederlands actrice. Ze is vooral bekend door de soapserie Malaika, waarin zij de rol van Zoë vertolkt.
Verder speelde Van Koppen rollen in onder andere de televisieseries Flikken Maastricht, Rechercheur Ria en Zeg 'ns Aaa.

## Filmografie

### Televisie
- Maud en Babs (2021) - Nina
- Centraal Medisch Centrum (2017) - Verpleegster
- Suspicious Minds (2014) - Laura
- Flikken Maastricht (2014) - Mireille Dinter
- Rechercheur Ria (2014) - Sascha
- Malaika (2013) - Zoë Keijzer
- Zeg 'ns Aaa (2009) - Miranda
- Flikken Maastricht (2008) - Hanna